# ويليام السبتماني
ويليام السبتماني (29 نوفمبر 826 - 850) ابن برنارد السبتماني، وكونت تولوز منذ عام 844 وكونت برشلونة منذ عام 848.
نشأ ويليام في بلاط عمه ثيودريك الأوتوني الذي مات حوالي عام 830، تاركًا ابن أخيه في رعاية الملك لويس الورع، الذي كان وليًا لعهد الإمبراطورية الكارولنجية. وبعد وفاة لويس في يونيو 840، ليصبح تحت ولاية شارل الأصلع ملك الفرنجة الغربيين. في 25 يونيو 841، التماس ويليام من شارل الأصلع تنصيبه محل مربيه ثيودوريك في منطقة بورغندي. تمت الموافقة على ذلك، ودُعي ويليام للإقامة في القصر الملكي، على أن ينصّب على كونتية أوتون في المستقبل. وعندما، تم تنصيب غيران البروفانسي كونتًا لأوتون، وقع الشقاق.
حرم والد ويليام من مناصبه في يوليو 842، ولم تمنح تلك المناصب لولده ويليام. وفي مايو 844، أعدم والده بتهمة المشاركة في تمرد آكيتين الذي قاده بيبين الثاني. وفي يونيو، شارك ويليام في معركة أنجوموا. ونصّبه بيبين كونتًا لتولوز، فيما نصّب شارل فريديلو كونتًا لتولوز أيضًا. هناك فرضيات بأن ويليام هو نفسه ويليام الأول كونت بوردو ودوق غاسكونيه، بتنصيب من بيبين عام 845. في ذلك الوقت، غزا الفايكنج بوردو ودمروا ليموج. في عام 847، حاصروا مرة أخرى بوردو، وعندما جاءت الإغاثة للمدينة، أسر ويليام. لكنه تحرر عام 848، وفق اتفاق وقعه بيبين، وإتجه ويليام إلى جوثيا لقيادة الثورة الجارية هناك.
في ذاك العام، استولى ويليام على برشلونة، فبعد وفاة سونفريد الأول كونت برشلونة وفاةً طبيعية. رشح شارل الأصلع أليران خلفًا له، لكن ويليام لم يعترف بذلك، مطالبًا بأحقيته في خلافة سونفريد. في صيف عام 849، قرر شارل مهاجمة آكيتين، ففتح له فريديلون أبواب تولوز. فر بيبين، وتقدّم شارل إلى أربونة، ونصّب أليران كونتًا على برشلونة وروسيون. فلجأ ويليام إلى عبد الرحمن الأوسط أمير الأندلس.
وفي فبراير 850، هاجم شارل الأصلع آكيتين، بدّل النبلاء بشكل جماعي ولائهم لصالح بيبين، فسيطر سانشو الثاني سانشيز الغاسكوني على بوردو. وبمساعدة المسلمين، حاصر ويليام جرندة، لكنه فشل في احتلالها، بعد وصول تعزيزات من قبل شارل الأصلع، فهزم ويليام في تلك المعركة. فر ويليام إلى برشلونة، حيث أسر وقتل من قبل أنصار الملك. كما أسر موسى بن موسى القسوي سانشو الغاسكوني. وفي عام 851، استعاد المسلمون برشلونة.